# Olav Bjørnstad
Olav Trygve Bjørnstad  (ur. 16 grudnia 1882 w Oslo, zm. 13 czerwca 1963 tamże) – norweski wioślarz. Brązowy medalista olimpijski. 
Bjørnstad uczestniczył w igrzyskach olimpijskich w Sztokholmie (1912) w jednej konkurencji wioślarstwa: czwórka ze sternikiem mężczyzn (łodzie z wewnętrznymi odsadniami) (3. miejsce; wraz z Clausem Høyerem, Reidarem Holterem, Magnusem Hersethem i Frithjofem Olstadem).